# Otylia Kaluzowa
Otylia Maria Kałużowa (född Tabacka-Orlowska), född 23 maj 1907 i Orzesze, vojvodskap Schlesien, död 23 oktober 1981 i Chorzów Schlesien, var en polsk friidrottare med löpgrenar som huvudgren. Kaluzowa var en pionjär inom damidrott och blev silvermedaljör vid EM i friidrott 1938 (det första EM där damtävlingar var tillåtna även om herrtävlingen hölls separat).

## Biografi
Otylia Kaluzowa föddes 1913 i Orzesze i sydvästra Polen. Efter att hon börjat med friidrott tävlade hon i kortdistanslöpning och medeldistanslöpning samt stafettlöpning och längdhopp. Hon gick med i idrottsföreningen "Sokół Orzesze" i hemstaden. Senare tävlade hon för "KKS Katowice" i Katowice och "Stadionu Królewska Huta", "AK Sportowy Chorzów" och "Budowlanych Chorzów" i Chorzów.
1927 deltog hon i sitt första polska mästerskap. Hon blev bronsmedaljör (utomhus) i löpning 200 meter vid tävlingar 16–17 juli i Poznan. Under sin aktiva tid tog hon 26 medaljplatser i de polska mästerskapen.
- 50/60 meter: 1932 silver, 1933 guld, 1935 silver (ute och inne), guld 1938 (inne), 1939 (ute och inne), 1947 brons
- 100 m: 1932 silver, 1933 guld, 1934 silver, 1935 silver, 1938 silver, 1939 guld
- 200 m: 1927 brons, 1928 guld, 1929 brons, 1930 guld, 1931 guld, 1932 guld, 1933 guld, 1934 silver, 1935 silver, 1938 silver, 1939 guld, 1947 brons
- 500 meter: brons 1935 (inne)
- 800 meter: 1928 silver, 1929 guld, 1930 guld,
- stafett 50 meter: 1935 silver (inne), guld 1938 (inne) guld 1939 (inne)
- stafett 100 meter: 1930 silver, 1931 guld, 1932 brons, 1933 guld, 1934 guld, 1935 guld, 1939 silver
- stafett 200 meter: 1930 guld, 1931 silver, 1932 guld, 1933 guld, 1934 silver, 1935 guld, 1937 brons, 1938 guld, 1939 silver, 1950 guld
- längdhopp: brons 1935 (inne), brons 1938 (inne)

1928 deltog hon i Sommar-OS i Amsterdam dock utan att ta medalj, hon tävlade på löpning 800 meter där hon kom på en 7.e plats i heat 3.
1938 deltog hon vid EM 17 september–18 september på Praterstadion i Wien. Under tävlingarna tog hon silvermedalj i stafettlöpning 4x100 meter med 48,3 sek (med Jadwiga Gawronska, Barbara Ksiaskiewicz, Kaluzowa som tredje löpare och Stanislawa Walasiewicz). Under EM tävlade hon även på 100 meter (med en 3.e plats i heat 5) och på 200 meter (med en 4.e plats i heat 2 ).
1950 deltog hon i sitt sista polska mästerskap då hon åter blev guldmedaljör på stafett 4x200 meter vid tävlingar 13–15 augusti i Kraków. Senare drog hon sig tillbaka från tävlingslivet.
Otylia Kaluzowa dog 1981 i Chorzów i södra Polen.